# بوش هاوس

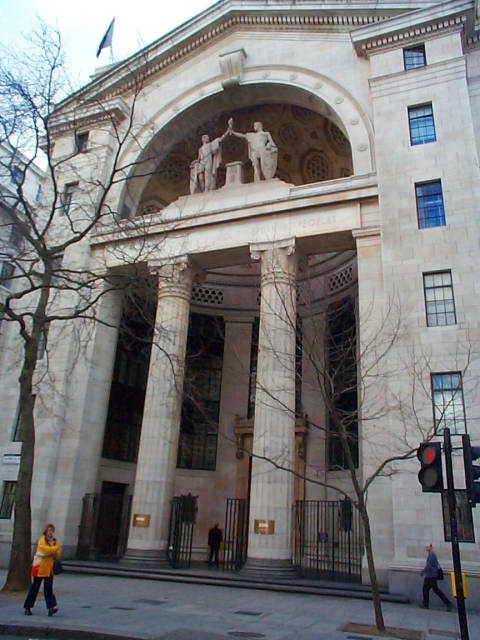
مدخل بوش هاوس

بوش هاوس (Bush House) هو مبنى يقع في مدينة لندن في الطرف الجنوبي لكينغسواي. تشغل هيئة الإذاعة البريطانية أربعة من جوانحه الخمسة. تم اففتاح جوانحه الخمسة تدريجيا :
- 1923 : افتتح الجناح المركزي
- 1928 : افتتح الجناح الشمالي الغربي
- 1929 : افتتح الجناح الشمالي الشرقي
- 1930 : افتتح الجناح الجنوبي الشرقي
- 1935 : افتتح الجناح الجنوبي الغربي

بالرغم من طرازه البريطاني فإن المبنى تم تصميمه وكان ملك لأشخاص أمريكيين. تم تصميم المبنى على أساس بناء مركز تجاري. تم اففتاحه في الرابع من جويلية 1924 من قيل اللورد بلفور ويوافق يوم الرابع من جويلية عيد الاستقلال الأمريكي. يوجد في مدخل المبنى تمثلان يمثلان الصداقة البريطانية الأمريكية كما نقش في المبنى عبارة "إهداء إلى صداقة الشعبين الناطقين باللغة الإنجليزية (Dedicated to the friendship of English-speaking peoples). في سنة 1929 أصبح بوش هاوس أغلى مبنى على الإطلاق إذ بلغت تكاليفه حوالي مليوني جنيه استرليني أيي ما يساوي لعشرة ملايين دولار أمريكي.
عندما أصيب مقر البي بي سي في 8 ديسمبر 1940 اثناء قصف لندن انتقل القسم الاوروربي إلى الجناح الجنوبي الغربي تبعه بقية أقسام ما وراء البحار. يمتلك المبنى شركة يابانية وينتهي توكيل المبنى من قبل الشركة لهيئة الإذاعة البريطانية سنة 2010 وسينتقل القسم الدولي من الهيئة إلى بيت البث في إطار خطة إعادة هيكلة البي بي سي.